# Saharsa
Saharsa là một thành phố và khu đô thị của quận Saharsa thuộc bang Bihar, Ấn Độ.

## Địa lý
Saharsa có vị trí 25°53′B 86°36′Đ / 25,88°B 86,6°Đ Nó có độ cao trung bình là 41 mét (134 feet).

## Nhân khẩu
Theo điều tra dân số năm 2001 của Ấn Độ, Saharsa có dân số 124.015 người. Phái nam chiếm 54% tổng số dân và phái nữ chiếm 46%. Saharsa có tỷ lệ 58% biết đọc biết viết, thấp hơn tỷ lệ trung bình toàn quốc là 59,5%: tỷ lệ cho phái nam là 66%, và tỷ lệ cho phái nữ là 48%. Tại Saharsa, 17% dân số nhỏ hơn 6 tuổi.